# مدلین ۲۵۶۹
سیارک ۲۵۶۹ (به انگلیسی: 2569 Madeline، نامگذاری:1980MA) دو هزار و پانصد و شصت و نهمین سیارک کشف شده‌است که در ۱۸ ژوئن ۱۹۸۰ کشف شد.
قدر مطلق سیارک برابر ۱۱٫۲۰ است.